# Junot Díaz
Pour les articles homonymes, voir Díaz.
Œuvres principales
- La Brève et Merveilleuse Vie d'Oscar Wao

Junot Díaz (né le 31 décembre 1968 à Saint-Domingue) est un écrivain américain originaire de République dominicaine.
Il vit aux États-Unis depuis son arrivée dans le New Jersey avec ses parents, à l'âge de six ans. L'œuvre de Díaz est marquée par le dualisme de l'expérience de l'immigration.
Auteur de nouvelles publiées dans divers journaux et magazines dont le New Yorker et regroupées dans le recueil Los boys édité en français dans la collection 10/18, il publie en 2007 son premier roman The Brief Wondrous Life of Oscar Wao, récompensé en 2008 par le National Book Critics Circle Award et le prix Pulitzer de la Fiction, et publié en 2009 aux éditions Plon (collection Feux Croisés) sous le titre La Brève et Merveilleuse Vie d'Oscar Wao.

## Œuvres traduites en français
- Comment sortir une latina, une black, une blonde ou une métisse [Drown], trad. de Rémy Lambrechts, Paris, Éditions Plon, coll. « Feux croisés », 1998, 170 p.  (ISBN 2-259-18554-1)
- La Brève et Merveilleuse Vie d'Oscar Wao [The Brief Wondrous Life of Oscar Wao], trad. de Laurence Viallet, Paris, Éditions Plon, 2008, 293 p.  (ISBN 978-2-259-18555-4)
- Guide du loser amoureux [This Is How You Lose Her], trad. de Stéphane Roques, Paris, Éditions Plon, 2013, 188 p.  (ISBN 978-2-259-21931-0)

## Sur quelques ouvrages

### Guide du loser amoureux
Le texte réunit neuf textes : Le soleil, la lune, les étoiles, Nilda, Alma, Otravida, otravez, Flaca, Le principe Pura, Invierno, Miss Lora, Guide amoureux de l'amant infidèle. Les nouvelles mettent en scène quelques personnages récurrents (Rafa, Yunior, Mami, Papi...) et des figures féminines (de moins de trente ans) : Alma, Ana Iris, Arlenny, Cassandra, Elaine, Laura, Laxmi, Lora, Magda, Nilsa, Noemi, Paloma, Pura, Samantha, Tammy, Veronica. Le scénario le plus courant est : une relation difficile entre un jeune homme et deux jeunes femmes.